# MIYASHITA PARK
MIYASHITA PARK（ミヤシタパーク）は、東京都渋谷区渋谷から神宮前に所在する低層複合商業施設である。
全長約330 mからなる。立体都市公園制度を活用して整備され、施設屋上に移設された「渋谷区立宮下公園」、その下層に位置するPark-PFI制度を活用して誕生した商業施設「RAYARD MIYASHITA PARK」、および原宿側端部に開業したホテル「sequence MIYASHITA PARK」で構成される。渋谷と原宿・表参道の中間地点に位置している。

## 概要
1953年（昭和28年）、梨本宮の邸宅地に隣接していた「宮下町」（当時）に平地の宮下公園として開園し、66年には折からの高度成長期によるモータリゼーションの影響から、1階に都市計画駐車場を持つ東京初の空中公園として整備し直された。
1990年代以降は多数のホームレスが住み着き、老朽化が進行した。このため区は2009年（平成21年）6月、公園の命名権をナイキ・ジャパンに売却するとともに公園の改修費用の全額を同社の負担とし、有料公園として改修する方針を公表。2011年（平成23年）4月30日にリニューアルオープンするが、この際には反対運動が起こり、訴訟に発展するなどした（下記参照）。
その後、躯体老朽化による耐震性の問題や経年劣化、バリアフリー動線の確保が不十分であるとの課題を抱えこむことに至り、区は東日本大震災や熊本地震を経て高まった防災機能の必要性や、増加する渋谷への来街者に対して公園に求める機能の変化に対応するため、PPP（パブリックプライベートパートナーシップ）として官民連携による30年間の定期借地権で公園の建て替えを行う方針を定め、2017年（平成29年）から始まったPark-PFI制度を活用し、公募型プロポーザルの結果、三井不動産を事業者に指定した。
MIYASHITA PARKは、JR山手線と明治通り、渋谷川暗渠に挟まれた幅35m、長さ330mの公園全体を区が初めて立体都市公園制度を活用して地上17mに浮かせ、三井不動産が下3層に商業施設、原宿側端部にホテルを整備した。また南北両端に大階段を配置し、渋谷側、原宿側からスムーズな動線を確保。加えて中央では美竹通りに公園をかぶせ、通りを見下ろせる象徴的な大階段も設けた。加えて、各街区の歩道橋やキャットストリート（旧渋谷川遊歩道路）がぶつかる部分にも建物をえぐる形で縦動線を配し、来街者に商業施設やホテルからも自由に公園に至ることができる快適なアクセスが提供されている。2024年には、日本建設業連合会が主催する第65回BCS賞を受章した。

## 渋谷区立宮下公園

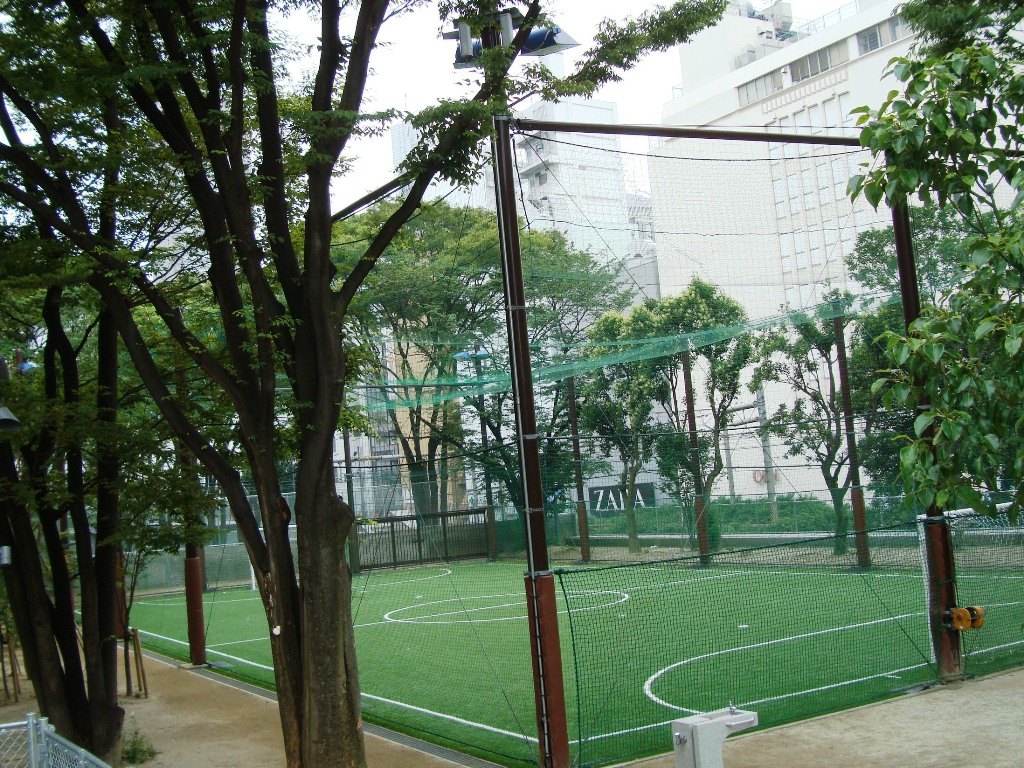
旧フットサルコート

元々はJR山手線渋谷 - 原宿間の線路と明治通りに囲まれた細長い形状の土地にあった公園であり、公園は近接する鉄道の築堤とほぼ同じ高さに持ち上げられた人工地盤上に整備されていた。下層の一階部分は駐車場となっていた。
1953年、平地の宮下公園として開園し、66年に、近接する渋谷川（穏田川）の暗渠化とともに公園を高架の人工地盤とされ、その下の地上部分に駐車場が設置された。この際には、「東京初の空中公園」として話題になったという。
2006年（平成18年）にはフットサルコートが新設、10年9月からは再整備のために一時閉鎖の後、翌年4月に再開した。再整備によってエレベーターが設置されるなどバリアフリー化され、有料のクライミング用ウォールやスケート場が新設されるとともに、人工芝2面のフットサル場も改修された。また、開園時間を毎日正午から午後10時半とし、深夜から午前中にかけては閉鎖される形態となった。

### 再整備（2011年）
宮下公園は再整備を経て、2011年に新装開園したが、ここに至る経緯には紆余曲折があった。
公園は近隣地区において貴重な緑地となっていたものの、1990年代以降には多数のホームレスが住んでいた。また、各所の老朽化もあることから再整備が計画された。渋谷区は2009年6月、公園の命名権をナイキ・ジャパンに売却するとともに公園の改修費用の全額を同社の負担とし、有料公園として改修する方針を公表した。10年間の契約で命名権を取得したナイキ・ジャパンは、公園を「宮下ナイキパーク」と命名、さらにスケートボード場やクライミング施設、エレベーターなどの整備費として年間1,700万円を支払うこととなった。一方、渋谷区はそれまで公園に住んでいたホームレスのシェルターへの入所支援や、立ち退きの手伝いを行った。
これらの渋谷区の方針に対して、「説明が不十分である」「公共の場である公園を私企業たるナイキのための閉鎖空間化・宣伝媒体として使用している」「ホームレスの強制排除をおこなった」と主張してこれらを問題視するアーティストや市民団体が2010年4月ごろから反対運動を行っている。反対派はホームレス立ち退き後の公園を占拠し、カフェと称してコーヒーなどを振舞っていたほか、破れた傘や壊れた自転車などをオブジェと称して公園内に設置していた。反対派による動画共有サイトなどでの宣伝を通して海外の一部反グローバリゼーション運動団体がこの動きを支持し、各国の日本大使館前やナイキ店舗前でデモを行った。
これらの反対運動により改修工事は延期され、渋谷区は反対派の公園占拠により区民が公園を利用できなくなっていると反対派を批判した。区は2010年9月15日に公園の出入り口9箇所のうち7箇所を閉鎖し、同月24日に行政代執行を実施してテントなどを撤去し改修工事を開始した。10月14日になり、ナイキは命名権料を支払った上で宮下NIKEパークの名称を使用せず、改修後も宮下公園の名称を存続させることを表明した。
2011年4月21日に反対派の3団体とホームレス1名が渋谷区を相手取り、路上生活者の生活とアーティストの表現活動の場を奪った行政代執行は違法であり、また精神的苦痛を受けたとして、600万円の賠償を求めて東京地方裁判所に提訴した。2015年3月13日、東京地裁は「代執行による撤去前に男性を担ぎ上げて退去させた」点を執行の許容範囲を超えて違法と認めこの男性に11万円の損害賠償を命じ、また区がナイキ社との間で改修費負担を対価として命名権を与える契約を結んだ点を「一般競争入札を実施していない上、必要な議会の議決を得ておらず、地方自治法違反」としたが、行政代執行自体は適法とした。
改修工事が終わり、2011年4月30日に公園はリニューアルオープンした。再オープン当日は多くの利用者でにぎわったが、改修反対派が公園前でデモを行い、警察が出動する騒ぎになった。
なお、新宮下公園等整備事業による公園閉鎖に伴い、ナイキは2017年3月31日をもって命名権協定を途中解約している。

### 屋上に移設
新・宮下公園は、MIYASHITA PARKの屋上に移設され、鉄のツインアーチ構造を持つ緑の天蓋で覆われている。三井不動産と西武造園で構成される宮下公園パートナーズが指定管理者となり、緑地や各施設の維持管理、イベントの企画・誘致などを行っている。
ビーチサッカーのコートに加え、旧・宮下公園に存在したスケートボードパーク・ボルダリングウォール・ダンスウォールといった機能を南街区に再構築し、北街区には1,000 m2に及ぶ芝生広場を設置。また中央にはスターバックスコーヒーが店舗を開設した。災害発生時には、帰宅困難者の一時退避場所となり、さまざまな防災面の課題に対しても官民が連携して機能する施設となる。

#### 利用時間
- 公園: 8時 - 23時
- スポーツ施設: 9時 - 22時

#### 施設利用料金
渋谷区民ではない人は料金が倍になる。
| ボルダリングウォール - (渋谷区民)一般：500円 （2時間） - (渋谷区民)小中学生：240円（2時間） | スケート場 - (渋谷区民)一般：500円 （2時間） - (渋谷区民)小中学生：240円（2時間） | 多目的運動施設（サンドコート） - 6,500 - 10,000円（1時間） - 夜間照明使用料：30分300円 |

## RAYARD MIYASHITA PARK
三井不動産が手がける都市公園内の商業施設ブランド「RAYARD（レイヤード）」シリーズの第一号で、ららぽーとや三井アウトレットパークなどの大型商業施設を手がける三井不動産商業マネジメントが管理運営を行っている。
施設は美竹通りを境に北街区と南街区で分かれており、北街区は明治通りの賑わいと繋がるアウトモールを、南街区は「多種多様なブランドが集まったマーケット」をイメージしたインモールとし、屋上にアクティビティが出来る公園があるため、adidasなど公園と親和性の高い店舗が出店した。北街区にはルイ・ヴィトンやグッチ、バレンシアガ、プラダ、コーチといったラグジュアリーブランドが充実していることが特徴である。
1階の南街区には三井不動産から「横丁をつくってほしい」との話を受け、小規模飲食店（飲み屋）を集積した渋谷横丁があり、19店舗が軒を連ねる。渋谷横丁は恵比寿横丁など「横丁」のプロデュースを手掛ける浜倉的商店製作所が運営している。横丁には北海道から九州・沖縄地方に至る全国各地方や朝鮮料理のお店が立ち並ぶ。

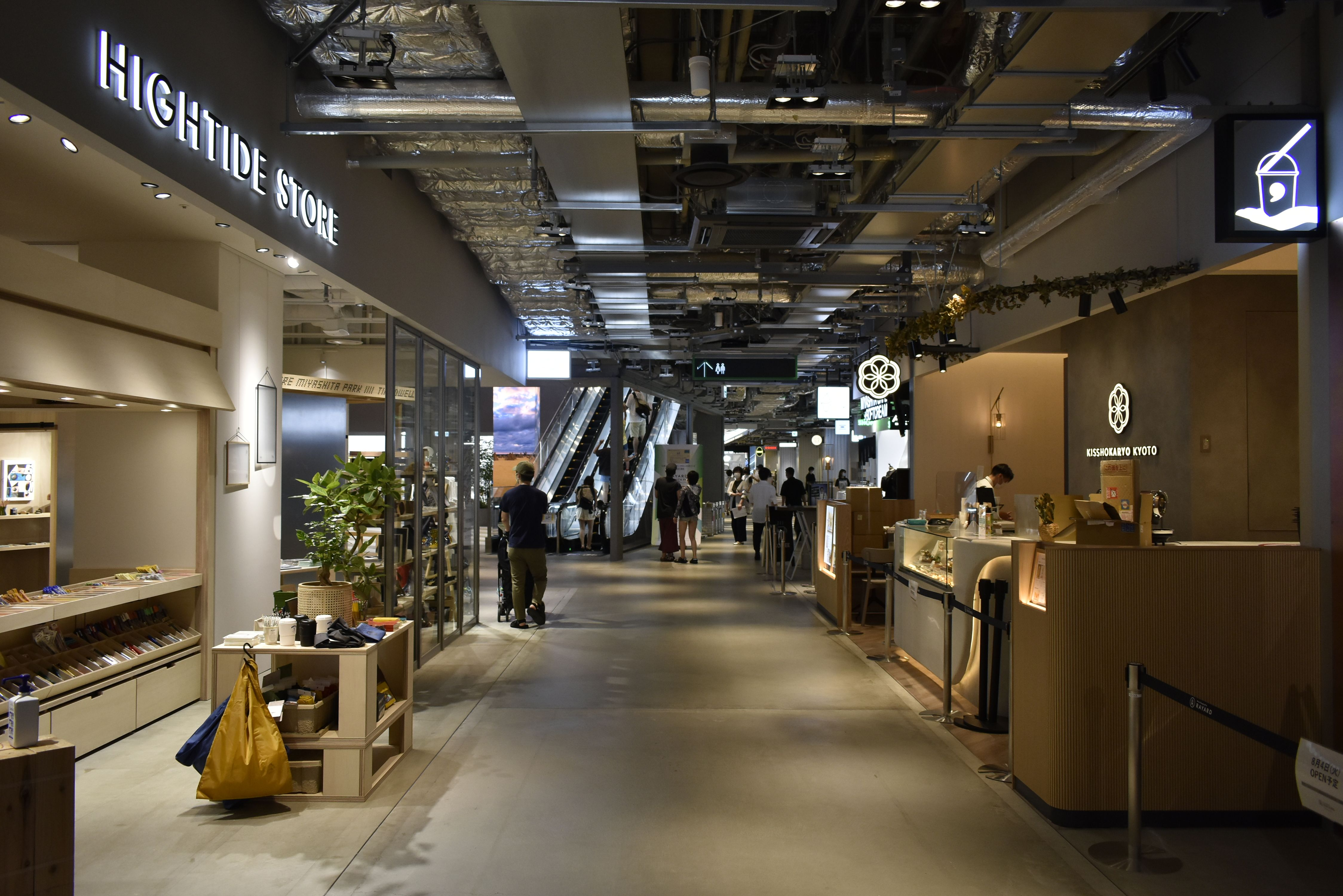
2階店舗
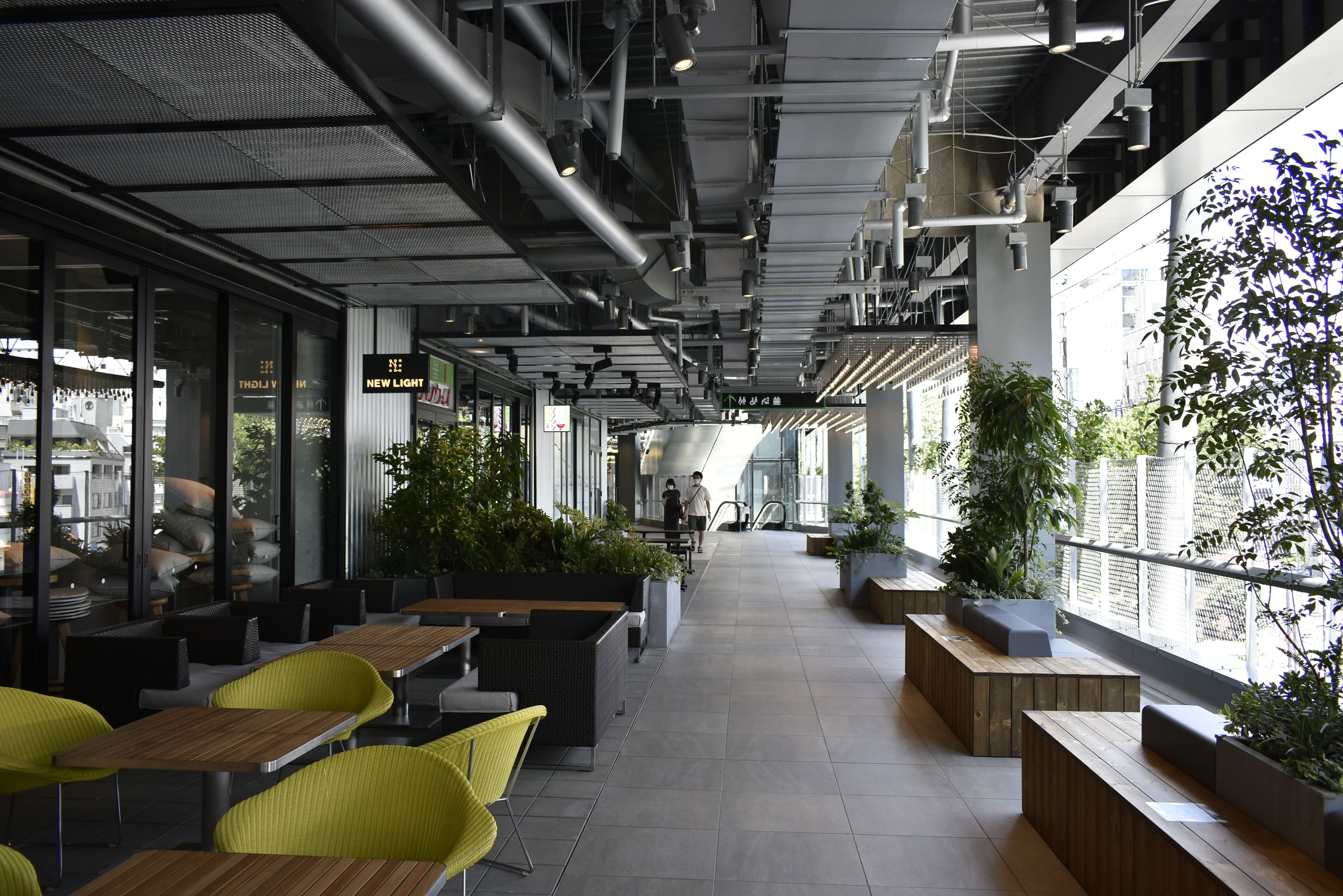
同左
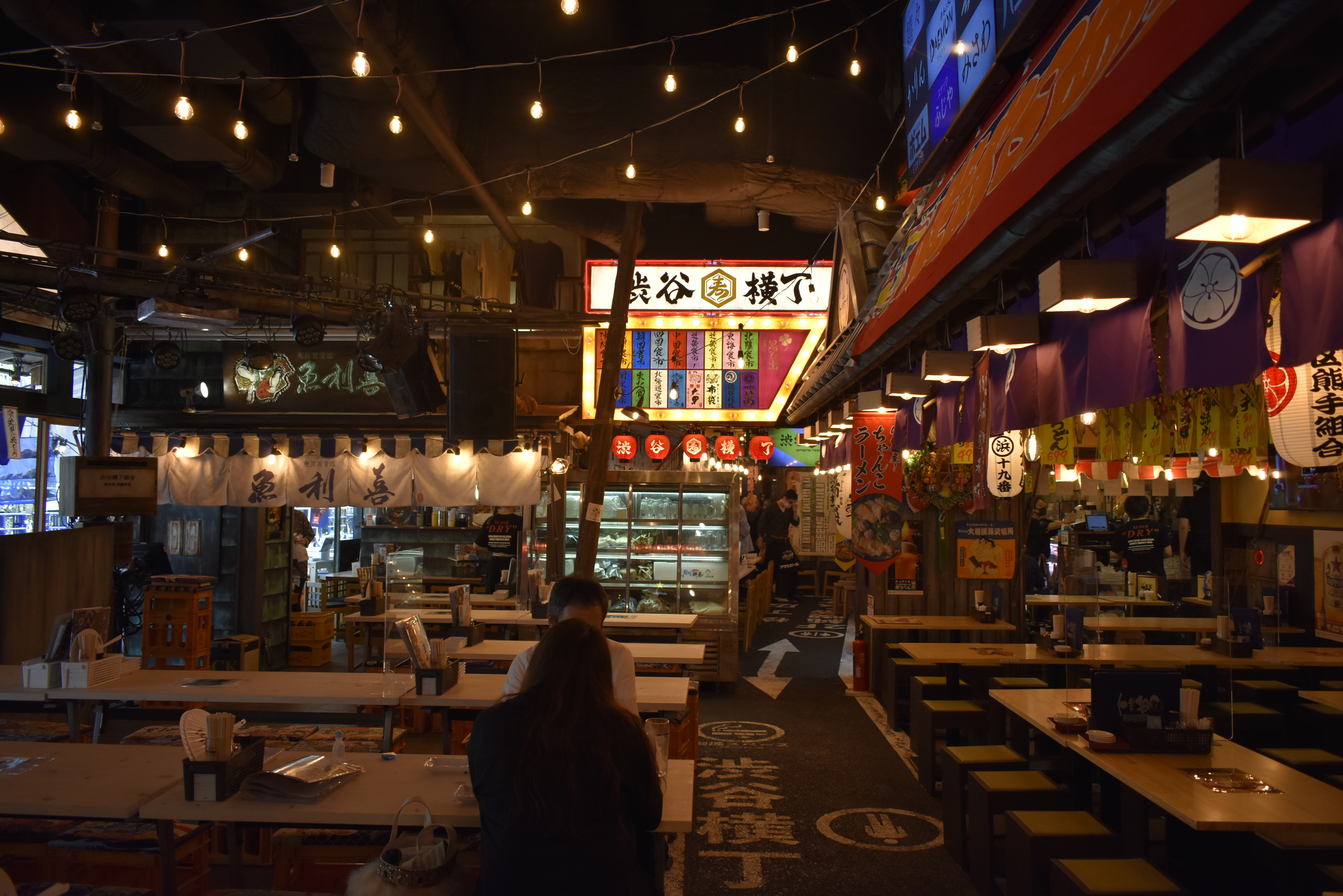
1階渋谷横丁

## sequence MIYASHITA PARK
原宿側端部に位置するホテルで、三井不動産ホテルマネジメントが運営する新ブランド「sequence（シークエンス）」の第1弾として開業する。地上4 - 18階に展開し、客室数は240室。4階、5階と18階の飲食店はホテル宿泊者以外も利用可能で、4階は公園からつながるフロアとなりカフェ＆バーとロビーが一体となっている。

## 沿革
- 1953年 - 平地の公園として開園。
- 1966年 - 1階に駐車場が設けられ、空中公園化される。
- 2009年 - ナイキ・ジャパンが命名権を取得し、公園の改修費用の全額を同社の負担とし有料公園として改修する方針が明らかとなる。
- 2011年 - 公園がリニューアルオープン。
- 2014年8月 - 新宮下公園等整備事業の公募型プロポーザルで三井不動産を事業者に指定[33]。
- 2015年12月 - 基本協定を締結[33]。
- 2017年
  - 3月31日 - ナイキ・ジャパンが命名権協定を途中解約。
  - 1月20日 - 2月3日、縦覧および意見書の提出。
  - 3月27日から工事のため既存公園の使用を停止[34]。
- 2019年1月20日 - 渋谷区、三井不動産は「Miyashita Park」を2020年6月にグランドオープンすることを発表[35]。
- 2020年
  - 2月27日 - 三井不動産は「Miyashita Park」を6月18日に開業すると発表[36][37]。しかし、新型コロナウイルス感染症の流行の影響で延期となる。
  - 7月28日 - 公園が開園[38]。商業施設、ホテルも段階的に開業する[39]。

## 宮下町
MIYASHITA PARKのある一帯はかつて宮下町と呼ばれ、宮下公園の名称もこの地名に因んでいる。宮下町は1932年（昭和7年）の渋谷区成立時に定められた町域で、渋谷川（現在の旧渋谷川遊歩道路、通称キャットストリート）に沿った南北に細長い低地部が相当し、その東側の高台である美竹町には当時、広大な梨本宮邸があったことから「宮下」の名が付いた。
「梨本宮邸の下の区域」を意味したこの町名は1966年（昭和41年）の住居表示の実施とともに消滅、現在は渋谷区神宮前六丁目と渋谷一丁目のそれぞれ一部となっている。